# Ľubomír Ujváry
Ľubomír Ujváry (Bratislava, Checoslovaquia, 24 de septiembre de 1948-Skalica, Eslovaquia, 10 de mayo de 2025) fue un jugador de hockey sobre hielo eslovaco que jugó en la liga de Checoslovaquia posición de ala.

## Carrera

### Club
Jugó toda su carrera con el CHZJD Bratislava de 1960 a 1979, equipo con el que fue campeón nacional en la temporada de 1978/79.

### Selección nacional
Jugó para Checoslovaquia en los años 1970 con la que ganó la medalla de bronce en el Campeonato Mundial de Hockey sobre Hielo Masculino de 1970 en Suecia.

## Logros
- Primera Liga Checoslovaca de Hockey sobre Hielo (1): 1978/79